# Kálium-citrát
A kálium-citrát a citromsav káliummal alkotott sója. Képlete: C6H5K3O7.

## Felhasználása
A kálium-citrátot a gyógyászatban széles körben alkalmazzák. A szervezetből vizelet útján, karbonát formájában ürül, ezért túlságosan savas vizelet kezelésekor, valamint vesekőképződés esetén szokták alkalmazni. 
Élelmiszerekben E332 néven savanyúságot szabályozó anyagként, ízanyagként, és egyes esetekben élesztőgombák tápanyagaként használják. Előfordulhat lekvárokban, édességekben, jégkrémekben, fagylaltokban, szénsavas üdítőitalokban, tejtermékekben, és egyes sajtokban.
Élelmiszerek esetén a napi maximum beviteli mennyisége nincs korlátozva.

## Egyéb kálium-citrátok
Kétféle kálium-citrát létezik:
- 1: monokálium-citrát (képlete C6H7KO7)
- 2: trikálium-citrát (képlete: C6H5K3O7)

A kálium-citrát megjelölés általában a trikálium-citrátra vonatkozik.